# Super Bowl XLIII
Super Bowl XLIII był czterdziestym trzecim finałem o mistrzostwo zawodowej ligi futbolu amerykańskiego NFL, rozegranym 1 lutego 2009 roku na stadionie Raymond James Stadium w Tampa na Florydzie.
Spotkały się w nim zespoły mistrza konferencji AFC, Pittsburgh Steelers oraz mistrza konferencji NFC, Arizona Cardinals. Cardinals oczekiwali pierwszego zwycięstwa od 1947. Jest to najdłuższy okres bez Super Bowl w całej lidze NFL. Mecz, zgodnie z przedmeczowymi oczekiwaniami, zakończył się zwycięstwem Steelers wynikiem 27–23. Dla drużyny z Pittsburgha było to szóste zwycięstwo w pucharze, co jest rekordem ligi przed San Francisco 49ers i Dallas Cowboys z pięcioma zwycięstwami.

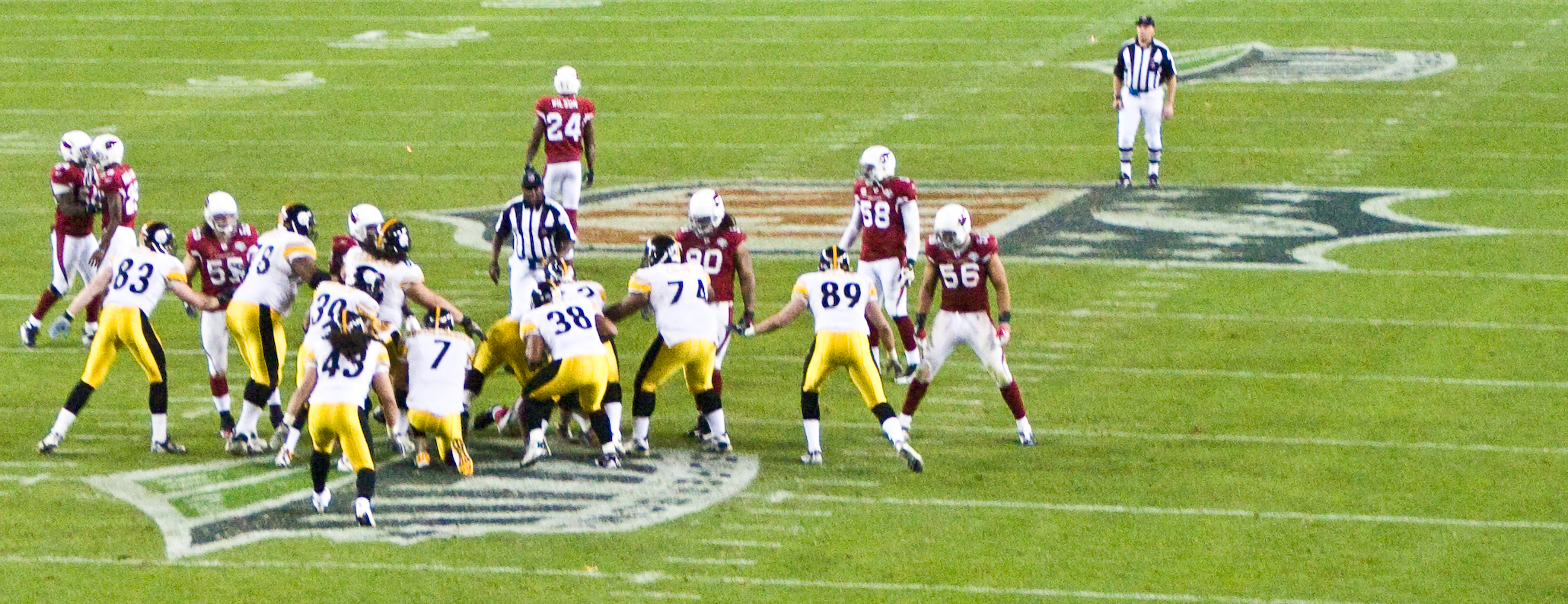
Ostatnie zagranie Steelers w meczu

Najbardziej wartościowym graczem spotkania został wide receiver Steelers, Santonio Holmes jako trzeci odbierający w historii drużyny po Lynnie Swanie i Hinesie Wardzie.
Hymn Stanów Zjednoczonych przed meczem zaśpiewała Jennifer Hudson, zaś w przerwie meczu na stadionie miał miejsce minikoncert Bruce’a Springsteena i The E Street Band.